# Arthur Piedfort
Arthur Piedfort (Herentals, 1º febbraio 2005) è un calciatore belga, difensore del Westerlo.

## Carriera

### Club
Piedfort è cresciuto nel settore giovanile del PSV dove ha giocato dal 2013 al 2023. Il 15 marzo 2022 ha firmato il suo primo contratto professionistico ed il 17 marzo 2023 ha debuttato con la seconda squadra nell'incontro di Eerste Divisie vinto 2-1 contro il De Graafschap.
Il 30 maggio 2023 è stato ceduto a titolo definitivo al Westerlo.

### Nazionale
Ha giocato nelle nazionali giovanili belghe Under-17, Under-18 ed Under-19.

## Statistiche
aggiornato al 2 maggio 2024
| Stagione        | Squadra         | Campionato      | Campionato | Campionato | Coppe nazionali | Coppe nazionali | Coppe nazionali | Coppe continentali | Coppe continentali | Coppe continentali | Altre coppe | Altre coppe | Altre coppe | Totale | Totale | Totale |
| Stagione        | Squadra         | Comp            | Pres       | Reti       | Comp            | Pres            | Reti            | Comp               | Pres               | Reti               | Comp        | Pres        | Reti        | Pres   | Reti   |        |
| --------------- | --------------- | --------------- | ---------- | ---------- | --------------- | --------------- | --------------- | ------------------ | ------------------ | ------------------ | ----------- | ----------- | ----------- | ------ | ------ | ------ |
| 2022-2023       | Jong PSV        | 1D              | 1          | 0          |                 | -               | -               |                    | -                  | -                  |             | -           | -           | 1      | 0      |        |
| 2023-2024       | Westerlo        | D1              | 25         | 0          | CB              | 0               | 0               |                    | -                  | -                  |             | -           | -           | 25     | 0      |        |
| Totale carriera | Totale carriera | Totale carriera | 26         | 0          |                 | 0               | 0               |                    | -                  | -                  |             | -           | -           | 26     | 0      |        |